# Riochico
Riochico ist eine Kleinstadt und eine Parroquia rural („ländliches Kirchspiel“) im Kanton Portoviejo der ecuadorianischen Provinz Manabí. Die Parroquia besitzt eine Fläche von 82,67 km². Die Einwohnerzahl lag im Jahr 2010 bei 11.757. Die Parroquia wurde am 13. Mai 1861 gegründet.

## Lage
Die Parroquia Riochico liegt im Hinterland der Pazifikküste 19 km vom Meer entfernt. Der Río Chico, ein rechter Nebenfluss des Río Portoviejo, durchquert das Gebiet in westnordwestlicher Richtung. Der Hauptort Riochico liegt am Südufer des Río Chico auf einer Höhe von 38 m, 7,5 km nordnordöstlich der Provinzhauptstadt Portoviejo. Die Fernstraße E39 zweigt östlich von Rioverde von der E30 (Portoviejo–Quevedo) ab und führt an Riochico vorbei nach Rocafuerte.
Die Parroquia Riochico grenzt im Norden an den Kanton Rocafuerte, im Osten an die Parroquia Pueblo Nuevo, im Südosten an die Parroquia Abdón Calderón sowie im Südwesten an Portoviejo.